# Sykiáda
Sykiáda (Sykiada) är en ort i Grekland.   Den ligger i prefekturen Chios och regionen Nordegeiska öarna, i den östra delen av landet, 220 km öster om huvudstaden Aten. Sykiáda ligger 188 meter över havet och antalet invånare är 562. Den ligger på ön Chios.
Terrängen runt Sykiáda är kuperad åt sydväst, men åt nordost är den platt. Havet är nära Sykiáda österut.  Närmaste större samhälle är Chios, 10,7 km söder om Sykiáda. Trakten runt Sykiáda består i huvudsak av gräsmarker.